# Xervon
Die Xervon GmbH mit Sitz in Köln ist ein technischer Dienstleistungsunternehmen, vorrangig für die Industrie. Schwerpunkte liegen in den Bereichen Gerüstbau, Industrieisolierung, Oberflächentechnik, Instandhaltung und EMSR-Technik. 2021 trat Xervon in den Instandhaltungsmarkt für Windenergieanlagen ein.  

## Unternehmen
Xervon zählt gemeinsam mit Buchen zur Sparte Services der Remondis-Gruppe. Gesellschafterin sowie Servicegesellschaft der beiden technischen Dienstleister ist die Remondis Maintenance & Services GmbH & Co. KG. Gemessen am Umsatz zählt sie im Verbund mit Buchen und Xervon zu den drei führenden Industrieservice-Unternehmen in Deutschland.
 

Xervon ist mit rund 100 Standorten in Europa, Nordafrika sowie im Mittleren Osten präsent und beschäftigt mehr als 5.000 Mitarbeiter. Seit 2011 gehört das Unternehmen zur Remondis-Gruppe. 

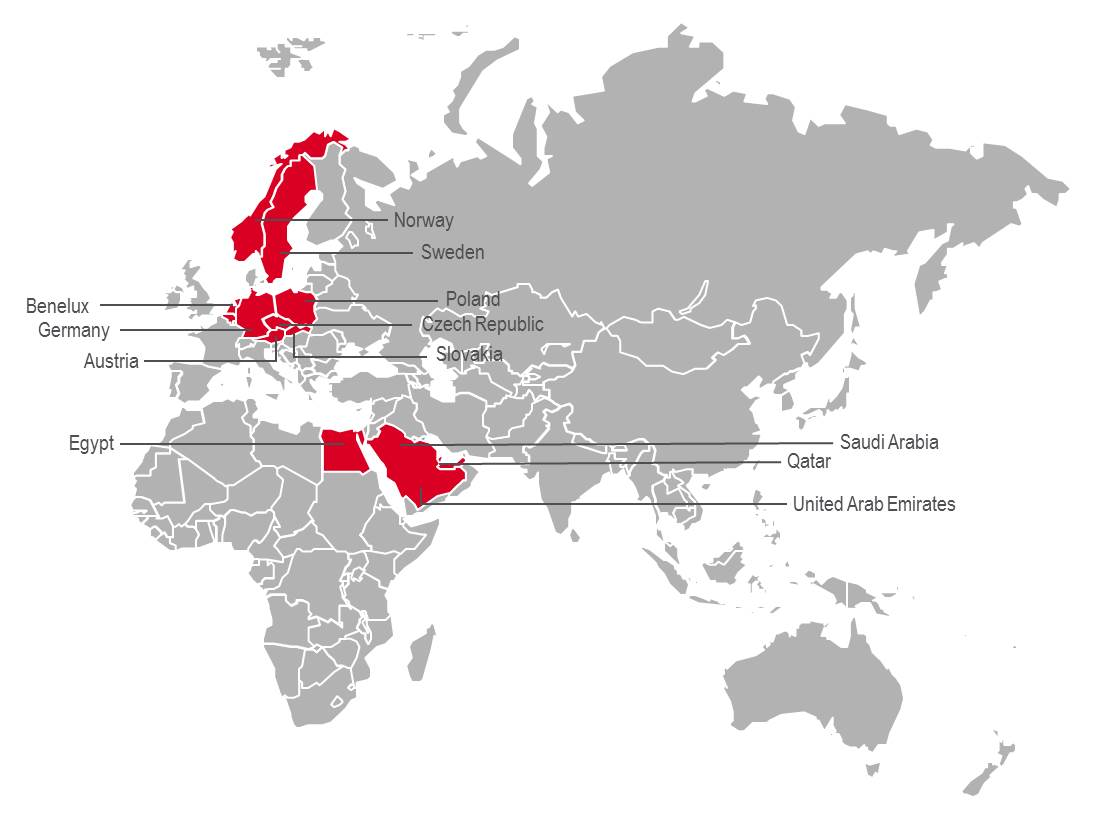
Xervon Vertretungen in Europa, Asien und Afrika

## Geschichte
Die Anfänge von Xervon reichen zurück bis ins Jahr 1928, dem Gründungsjahr der Ernst Peiniger GmbH. Das anfangs auf den Schornsteinbau fokussierte Unternehmen erweiterte seine Tätigkeit in den Folgejahren auf angrenzende Gewerke und expandierte sowohl in Deutschland als auch international.
Im Jahr 1999 wurde die in den Feldern Korrosionsschutz, Gerüstbau und Bauwerkserhaltung tätige Peiniger-Gruppe von ThyssenKrupp übernommen und mit der RöRo Bautechnik zu PeinigerRöRo zusammengeschlossen. Nach weiteren Zukäufen entstand 2005 durch Verschmelzung der PeinigerRöRo-Gruppe mit der auf Instandhaltung spezialisierten ThyssenKrupp Plant Services die ThyssenKrupp Xervon GmbH. 2011 wurde ThyssenKrupp Xervon von Remondis übernommen und firmiert seitdem als Xervon.
Im Zuge einer Neustrukturierung gliederte Xervon in den folgenden Jahren einen Teil der Geschäftsfelder in eigenständige Tochtergesellschaften aus. So entstanden 2014 die Xervon Instandhaltung GmbH und 2016 die Xervon Oberflächentechnik GmbH.
Seit Juli 2021 stellt Xervon Leistungen des Unternehmensverbundes auch für den Ausbau der Windenergie bereit. Relevante Dienstleistungen wurden dazu branchenspezifisch in der Xervon Wind GmbH zusammengefasst. Ebenfalls im Juli 2021 erwarb Remondis Maintenance & Services das Geschäftsfeld Engineering & Service der Bartec Benke GmbH und überführte den Bereich in die neugegründete Xervon EMR GmbH mit Fokus auf der EMSR-Technik.

## Tätigkeit
Das Xervon-Leistungsspektrum reicht von Einzelleistungen zur Errichtung und Instandhaltung technischer Anlagen über Komplettservices bis zu komplexen, gewerkeübergreifenden Leistungspaketen. Xervon arbeitet insbesondere für die Prozessindustrie. Schwerpunkte liegen in den Branchen Chemie und Petrochemie, der Energiewirtschaft, einschließlich Windenergie sowie in der Stahlindustrie und Bauwirtschaft.
- In der Sparte Gerüstbau bietet Xervon mittels Industriegerüsten, Fassadengerüsten und Sonderkonstruktionen Zugangslösungen zu Anlagen und Bauwerken.
- In der weiteren Sparte Industrieisolierung stehen Konzeption und Umsetzung von Lösungen zur Optimierung des Energieverbrauchs sowie der Sicherheit bei Maschinen und Anlagen im Fokus.
- Xervon Oberflächentechnik bietet industriellen Korrosionsschutz und Spezialbeschichtungen für Stahlkonstruktionen, Anlagenteile, Behälter und Tanks sowie die Betoninstandsetzung von Industrieanlagen oder Infrastrukturbauwerken.
- Xervon Instandhaltung legt den Schwerpunkt auf die Wartung und Instandsetzung von Produktionsanlagen, bis hin zum Turnaround Management
- Xervon Utilities Standortbetrieb von Industrie- und Chemieparks mit Entsorgungsleistungen inklusive Abwassermanagement.
- Xervon EMR erbringt individuelle Ingenieursleistungen für die Prozesssteuerung einschließlich Planung, Projektierung, Installation und Inbetriebnahme.
- Xervon Wind unterstützt die Windenergiebranche mit hochspezialisierten Dienstleistungen rund um Windenergieanlagen an Land und auf See.